# Pelegrí de Castillazuelo
Pelegrí de Castillazuelo fou un noble aragonès del segle xii. Senyor de Barbastre de 1168 a gener de 1193, fou nomenat tutor de Gastó VI de Bearn a la mort del seu pare en nom d'Alfons el Bataller.
Juntament amb Pedro Tizón de Careita fou partidari, a la mort d'Alfons el Bataller de la successió de Ramir II d'Aragó al tron del Regne de Navarra, que finalment va anar a parar a mans de Garcia V de Navarra separant les dues corones.